# Taphrocerus gracilis
Taphrocerus gracilis är en skalbaggsart som först beskrevs av Thomas Say 1825.  Taphrocerus gracilis ingår i släktet Taphrocerus och familjen praktbaggar. Inga underarter finns listade i Catalogue of Life.